# Kraainem
Kraainem és un municipi belga de la província de Brabant Flamenc a la regió de Flandes. És un dels sis municipis amb facilitats lingüístiques (potser hi ha un 78% de francòfons) de la perifèria de Brussel·les.

## Llista de Burgmestres de Kraainem
| Nom                           | Inici de mandat | Fi de mandat | Partit      | Observacions                                                      |
| ----------------------------- | --------------- | ------------ | ----------- | ----------------------------------------------------------------- |
| Jean Vandenplas               | 1849            | 1855         |             |                                                                   |
| Charles De Rycke              | 1856            | 1866         |             |                                                                   |
| Van Den Hoven                 | 1867            | 1877         |             |                                                                   |
| Dekeyzer                      | 1877            | 1879         |             |                                                                   |
| Joseph Van Hove               | 1879            | 1921         |             |                                                                   |
| Charles Verhaegen             | 1921            | 1926         |             |                                                                   |
| Arthur Dezangré               | 1927            | 1951         |             |                                                                   |
| G. Morleghem                  | 1952            | 1952         |             |                                                                   |
| Edmond Coppens                | 1953            | 1976         |             |                                                                   |
| Léon Maricq                   | 1977            | 2000         |             |                                                                   |
| Pol Willemart                 | 2000            | 2005         | CDH (UNION) |                                                                   |
| Arnold d'Oreye de Lantremange | 2005            | -            | FDF (UNION) | Fi del mandat de Pol Willemart en virtut d'un acord preelectoral. |

## Agermanaments
- Karaba
- Saint-Trojan-les-Bains